# Paul of Dune
Paul of Dune este un roman science fiction publicat în 2008, scris de Brian Herbert și Kevin J. Anderson, stabilit în Universul Dune creat de Frank Herbert. Lansat pe 16 septembrie 2008,  este prima carte în seria  Eroii Dune. Jumătate din poveste este situată în Jihad între Dune și Măntuitorul Dunei, când Prințesa Irulan decide să devină biograful oficial al lui Paul Atreides și va nara următoarea jumătate a povestirii. Aceasta acoperă anii de tinerețe ai lui Paul, între Casa Corrino și Dune.

## Intrigă
Cartea este împărțită în șapte secțiuni, care alternează între tinerețea lui Paul Atreides, înainte de evenimentele prezente în Dune, și perioada lui timpurie a jihad-ului fremen, între Dune și Mântuitorul Dunei.

### Tinerețea lui Paul Atreides
De doisprezece ani, Paul se află pe planeta Caladan cu părinții săi,  Ducele Leto Atreides și Doamna Jessica. Casa Ecaz de pe Ecaz și Casa Moritani de pe Grumman, sunt implicate într-un conflict de-a lungul generațiilor, o alianță Atreides-Ecazi este prevăzută pentru a fi formalizată prin căsătoria lui Leto și Illesa fiica arhiducelui Armand Ecaz . La nunta, Leto și familia reușesc să scape de o tentativă de asasinat, dar Armand este accidentat și Illesa este ucisă.
Leto și Armand conduc un atac de represalii pe Grumman, nu își dea seama că forțele Moritani au fost completate de către trupele  Casei Harkonen, dușmanii de moarte ai Casei Atreides. Războinicii sardaukar ai Împăratului padișah se vor implica pentru a preveni un război pe scară largă. Vicontele Hundro Moritani a planificat această ofensivă tot ca un mijloc de a aduna Casele Ecazi, Atreides, și forțele imperiale să îi anihileze cu ajutorul unui dispozitiv apocaliptic. Complotul este dejucat cănd Hiih Resser, Maestrul de arme al casei Moritani, dezactivează arma.

### Jihadul lui Muad'Dib
După căderea Împăratului Padișah Shaddam Corrino IV și ascensiunea lui Paul la tronul Imperial, forțele lui Paul, fremenii, sunt angajate pe mai multe fronturi, luptând împotriva Caselor care refuză să recunoască regulile Atreides. Fremenii capturează în cele din urmă planeta Kaitain, fosta capitală imperială și planeta Casei Corrino. Paul cucerește și distruge  cetatea Împăratului Shaddam , sperând ca va trimite astfel, un mesaj celorlalte Case dizidente. El îl invită pe Whitmore Bludd, un fost Maestru de Arme al Casei Ecaz și prieten al fostului mentor al lui Paul, Duncan Idaho, pentru a-l ajuta să construiască pe Arrakis cea mai grandioasă citadela pe care universul a văzut-o vreodată. Între timp, Earl Thorvald, nobilul conducător al forțelor rebele, este urmărit în întreaga galaxie de naibul fremen Stilgar și de commando-ul de Fedaykin.
În altă parte, fostul favorit al Împăratului Shaddam, exilatul conte Hasimir Fenring și soția lui Bene Gesserit, Margot, o cresc pe fiica lor Marie, pe planeta Tleilax, formând-o ca o armă împotriva Atreides. Brutalitatea sălbatică a fremenilor, împinge celelalte case nobile în alianțe cu Thorvald. Bludd este executat după ce a încercat să-l asasineze pe Paul. Din ce în ce mai dur și sălbatic o dată cu trecerea anilor, în cele din urmă Paul, ordonă anihilarea completă a lui Thorvald  după ce află că rebelii pregătesc un atac împotriva Caladanului. Marie încearcă să-l asasineze pe Paul, dar este ucis de sora lui Paul,  Alia. Salvat de o supradoză de droguri  melanj, Paul apare și alungă familia Fenring să trăiască ultimele lor zile cu Shaddam, care îi detestă acum.